# Paulo Henriques Britto
Paulo Henriques Britto, född 1951 i Rio de Janeiro, är en brasiliansk poet, lärare och översättare. Förutom novellsamlingen Paraísos artificiais från 2004 har hans bokutgivning rört sig om diktsamlingar. 2014 kom hans En liten sol i fickan ut på svenska.

## Biografi
Poeten Britto debuterade 1982 med diktsamlingen Liturgia da matéria ('Materiens liturgi'), vilken följdes av  Mínima lírica (1989) och Trovar claro (1997). För den sistnämnda erhöll han "Prêmio Alphonsus de Guimarães", utdelad av det portugisiska nationalbibliotekets stiftelse. Diktsamlingen Macau (2003) belönades med Prêmio Portugal Telecom de Literatura". 2004 lämnade Britt tillfälligt lyriken med sin novellsamling Paraísos artificiais ('Konstgjorda paradis'). Diktsamlingen Tarde 2007 följdes 2012 av Formas de nada ('Intets former').
Britto har översatt mer än 100 böcker till portugisiska. Bland de översatta författarna märks William Faulkner, Elizabeth Bishop, Byron, John Updike, Thomas Pynchon och Charles Dickens.
2014 utkom diktsamlingen En liten sol i fickan på svenska.

## Källhänvisningar
Den här artikeln är helt eller delvis baserad på material från portugisiskspråkiga Wikipedia, 10 september 2014.
1. ↑  "Paulo Henriques Britto". Arkiverad 22 september 2014 hämtat från the Wayback Machine. Bokmassan, 2014-08-28. (engelska)
2. ↑  "En liten sol i fickan". Arkiverad 27 augusti 2014 hämtat från the Wayback Machine. Wwd.se. Läst 20 september 2014.